# Geordie Campbell
Geordie Campbell   (Glasgow, 13 d'agost de 1884 - Toronto, 21 de febrer de 1952) és un exfutbolista canadenc, d'origen escocès, de la dècada de 1910.
Fou 1 cop internacional amb la selecció del Canadà l'any 1925.
A Escòcia jugà en categories inferiors a Renfrew Victorias i Benburb. Al Canadà formà part de:
- 1903: Canada Foundry
- 1904-1911: Toronto Thistle
- ?: Toronto Baracas
- ?: Toronto Thistle
- 1918-1928: Toronto Scottish

Fou inclòs al Soccer Hall of Fame del Canadà l'any 2000.